# Yushania levigata
Yushania levigata är en gräsart som beskrevs av Tong Pei Yi. Yushania levigata ingår i släktet yushanior, och familjen gräs. Inga underarter finns listade i Catalogue of Life.